# Вілла «Мрія»
Вілла «Мрія» — вілла початку XX століття в псевдомавританському стилі, пам'ятка архітектури. Будівля орієнтального спрямування в кримському містечку Сімеїз.

## Історія
Історія вілли «Мрія» тісно пов'язана із розбудовою курортної зони в Сімеїзі (з середини ХХ століття) та його історією останніх двох століть. Мешканці містечка і приїжджі вважають її місцевою пам'яткою історії та архітектури.

### Передісторія
У Російській імперії було заведено, що вельможі, особливо царі, жалували своїм підлеглим чималі наділи землі, зазвичай, з народом, що там жив. Найбільше такій вислузі раділи військові, адже після кожної вдалої військової кампанії імперія обростала землями, які й розподілялися між загарбниками. Так на кримські землі й прийшли землевласниками: російські графи, царські німці-вислужники та поселенці, кавказькі князі, купецькі роди та попи.
Саме так сталося і в Сімеїзі, після російсько-турецької війни (1768—1774 роки) більшість турків-османів з Кримського півострова подались в Османську імперію. Російська імператриця Катерина ІІ віддячувалася своїм підданим-військовим, наділивши сімеїзькими землями: князя Наришкіна, графа Потоцького, графа Мілютіна, князя Кочубея, графа Ревеліоті, графа Мордвинова. Невдовзі на ці землі навідався російський промисловик і мільйонер Сергій Іванович Мальцев, йому сподобалось це місце й він вирішив збудувати тут курортну зону, витративши на це чимало зусиль. І вже в 1894 році, його діти управляли в Сімеїзі землею в 567 десятин, отримавши її у спадщину.
Брати Мальцеви (столичні придворні), не мали серйозних намірів на такий спадок і вирішили продати маєток, але на таку величезну ділянку не знайшлось покупців, тому брати додумались продавати його по частинам. Та перш ніж виставити ділянки на продаж, Мальцеви провели ландшафтні та геологічні дослідження, провівши водогін, каналізацію, мостили вулиці. І вже тоді, коли вони запропонували паї на дачі в селищі (в якому часто відпочивала царська родина), покупців знайшлось багато (до 1913 року з 167 ділянок залишилися непроданими тільки 78).
Розпродавши більшість землі, Мальцеви ще подарували містечку парк (успадкований від батька), адже брати отримали багато прибутків від земельної оборудки. Нові власники паїв були заможними, тому хизувалися, що можуть жити ближче до царської родини, а для більшої престижності ще й запросили для своїх вілл відомого архітектора Миколу Петровича Краснова, який спроектував Лівадійський палац. Отож, зовсім скоро, в містечку Сімеїз постав комплекс відпочинкових будинків, що відповідали естетиці російської палацової архітектури ХХ століття.

### Закладка садиби
Пай землі, на якій стоїть вілла «Мрія», був куплений 4 грудня 1904 року, саме дворянин Шеншин Іван Володимирович і придбав собі ділянку 1030 квадратних сажнів. Незабаром він перепродав майже половину ділянки (400 квадратних сажнів) українській землевласниці Варварі Андріївні Чуйкевич, яка й збудувала на цій території віллу, що займала всю цю ділянку.
А іншу частину Іван Володимирович планував освоювати сам, але справи в Росії (саме в Пензенській губернії, де він був урядником — земським начальником) не давали йому часу. Власник ділянки кілька разів приїздив з сім'єю до Сімеїза (зупиняючись у Сабурових) та потім вирішив таки спродати й другу ділянку. Новою власницею стала А. М. Керкова, детальних даних про неї нема, але вона почала будову, за однією з версій, замовивши проект будівлі у Померанцева, а як виконроба найняла Вилежанського.
Більшість краєзнавців припускають, що віллу почали зводити до 1913 року, а ідею архітектурного ансамблю та проект від Миколи Краснова довелося втілювати Семенову Якову Петровичу, адже перший зробив чимало ескізів для майбутніх власників сімеїзьких вілл, а інший побудував та облаштував чимало цих дач і був ініціатором курорту Новий Сімеїз. В часи Першої світової війни, курорт почав занепадати і нова власниця не мала вже часу обживати свою «Мрію» і та залишилася недобудована.

### Радянські часи
Після приходу в 1921 році більшовиків всі дачі і пансіонати були націоналізовані. В деяких віллах були облаштовані вже радянські пансіонати й санаторії, у «Мрії» також заселили поранених бійців Червоної Армії. В часи Другої світової війни вілла не постраждала.
Після війни радянська влада поновила тут курорт і передала ділянку санаторію «Червоний Мак», де оздоровлювали і лікували людей від туберкульозу. Щоби полегшити перебування хворих і персоналу, всі приміщення всередині були переплановані так, як це вимагалось для лікувального закладу.

### Сучасність
Сучасна вілла «Мрія» — закинута усіма споруда, від часів незалежності України. Як і в сусідній віллі «Ксенія», ця занедбаність принесла додаткову загадковість будівлі і ще більше додала їй специфічної привабливості: оригінальний фасад, внутрішній декор (де-не-де ще зберігся) та кричущий занепад тепер привертають увагу туристів і екскурсоводи обов'язково включають її до програми своїх пізнавальних турів, а кінематографісти послуговуються інтер'єром і екстер'єром будівлі в своїх фільмах. Негативну репутацію, ймовірно, створює те, що в літній сезон, в «апартаментах» поселялися безхатченки та подорожуючі, тому урядники спонукали орендаря облаштувати навколо вілли паркан, за яким мала би проходити реставрація будівлі, але, на жаль, споруда й далі пустує та занепадає.
В 2006 році в містян з'явилась надія, що врешті-решт віллу відреставрують, керівники міста передали маєток, разом із сусідньою віллою «Ксенія», у власність київської фірми «Банк крові». Та виявилось, що сподівання були марними, оскільки це була афера, яку учинили наближені до Людмили Кучми (дружини колишнього президента України) алкогольні магнати: Микола Петренко, Людмила Русаліна та колишні керівники Міністерства охорони здоров'я України. Аферисти жодним чином не долучилися до реставрації вілли «Ксенія». Реальний власник — держава (в особі Фонду держмайна України) навмисне самоусунувся, а будівля ще більше занепадає, тоді як рейдери, під опікою столичних високопосадовців (ймовірно що на їх користь), продовжують юридичні тяжби. Тепер вони замахнулися уже на привласнення усієї ділянки пансіонату «Південнобережний».

## Власники садиби
Всю історію вілли «Мрія» супроводжують її загадкові власники:
- А. М. Керкова — ймовірно, російська землевласниця яка викупила другий пай землі в його першого власника Шеншина Івана Володимировича. Вона ж і дала назву та розпочала будову вілли;
- Сімеїзька селищна рада — в часи Радянського Союзу вілла була націоналізована і стала державною власністю, а пізніше облаштували пансіонат для поранених червоноармійців. Пансіонат проіснував до початку 2-ї світової війни;
- Санаторій «Маяк» — управляв віллою після Другої світової і це був один із корпусів протитуберкульозного закладу Міністерства охорони здоров'я України. Після того, як санаторій полишив будівлю, вона почала занепадати, але й надалі знаходилася на балансі міністерства;
- Микола Петренко і Людмила Русаліна (група компанії «Петрус») — з 2000-х років й надалі було підтримане реноме загадковості: віллу запримітили столичні, київські гості і, ніби ж то для реставрації, зуміли провести аферу із орендою будинку і території. Жодним чином не проводячи відновлювальних робіт, приховані власники таки спонукали журналістів провести кілька журналістських розслідувань. Виявилося, зовсім інші персони стоять за номінальними упорядниками земельної ділянки ЗАТ «Державний науково-виробничий комплекс заготівлі і зберігання аутологічної крові та її компонентів» (або ЗАТ «Банк крові» — Анатолій Магітов і Лідія Петренко), які здурили[16] Фонд держмайна України, Академію медичних наук та Міністерство охорони здоров'я[17] (а, ймовірно, і там теж були зацікавлені персони[18]), що знайшли приватних інвесторів для реставрації та створення там державного відпочинкового закладу для донорів України. Отже, інвесторами виявилися маловідомі київські фірми ТОВ «Аватек» і «Біомедтранс», які отримали на двох 49 % акцій вартістю 3,43 мільйона гривень, за якими стоять уже зовсім інші персони: свита колишнього президента України Леоніда Кучми[19] — Микола Петренко та Людмила Русаліна (група компаній Петрус — за ініціалами їх власників). Після тривалих судових тяжб, які більше схожі на юридичне рейдерство: в лютому 2011 року один із співзасновників, ТОВ «Аватек», подав позов до Окружного адміністративного суду Києва з вимогою зобов'язати Фонд майна України продати йому 51 % акцій фірми ЗАТ «Банк крові», а відтак привласнити усі орендовані ними (на 49 років) майнові комплекси. Судова тяганина між групами компанії «Петрус» і державними та муніципальними структурами триває (з по перемінними успіхами — залежить від того хто ближче пристосовується до владних структур і отримує змогу впливати на судові рішення)[20][21].

## Опис будівлі
Архітектурний ансамбль цієї мавританської мечеті (інша назва серед місцевого люду), міг створити царський палацовий архітектор — Краснов Микола Петрович, який саме в цей час працював над кількома віллами Сімеїза. Головний елемент — вежа з мінаретом.
Двоповерхова споруда вілли розташована в самому центрі Сімеїза, неподалік кипарисової алеї, зі статуями римської міфології. Достеменно хто будував цю споруду невідомо, але є певна ймовірність, що головний забудовник містечка — Семенов Яків Петрович, без якого не проводилося жодне будівництво курорту Новий Сімеїз, будучи його проектантом та опікуном, міг і прикластися до спорудження вілли.
Яскраво виражені східні елементи представлені: 3-х поверхова вузенька вежа, кілеподібні вікна та ліпнина (з арабським надписом «Немає переможця окрім Аллаха»). Розташовуючись на пагорбі, «Мрія» здіймається над усім містечком і її видно зі всіх куточків. Фасади лаконічної форми доповнюють стрілчасті арки та вікна з дерев'яною ажурною інкрустацією.